# Radljevac
Radljevac falu Horvátországban Šibenik-Knin megyében. Közigazgatásilag Kninhez tartozik.

## Fekvése
Knintől légvonalban 10, közúton 12 km-re északra, Dalmácia északi-középső részén, az 1-es és a 33-as számú főutak között fekszik.

## Története
A korabeli források szerint a szerbek betelepülése már a 15. században megkezdődött erre a vidékre. A velencei parancsnok Antonio Contarini 1417-es jelentése szerint 1413 és 1417 között Boszniából nagy számú lakosság menekült a török elől, mely népből ötezer jó katonát állítottak ki. A török 1522-ben foglalta el Knin vidékét. A török uralom idején is számos szerb család érkezett, főként a szomszédos Boszniából. A falu a moreai háború során 1688-ban szabadult fel a török uralom alól. A 17. század végén az újabb velencei uralom idején újabb nagy bevándorlási hullám érkezett. A velencei uralom 1797-ig tartott, majd miután a francia seregek felszámolták a Velencei Köztársaságot osztrák csapatok szállták meg. 1809-ben az Első Francia Császárság Illír Tartományának része lett. 1815-ben a bécsi kongresszus újra Ausztriának adta, amely a Dalmát Királyság részeként Zárából igazgatta 1918-ig. A török elleni boszniai felkelés idején 1875 és 1878 között több mint tizenötezer menekült érkezett Knin, Dalmácia és Nyugat-Bosznia határvidékéről Plavno, Strmica, Golubić és Polača környékére. A településnek 1857-ben 340, 1910-ben 437 lakosa volt. Az első világháború után előbb a Szerb-Horvát-Szlovén Királyság, majd Jugoszlávia része lett. 1991-ben csaknem teljes lakossága szerb nemzetiségű volt. Szerb lakói még ez évben csatlakoztak a Krajinai Szerb Köztársasághoz. A horvát hadsereg 1995 augusztusában a Vihar hadművelet során foglalta vissza a települést. Szerb lakói nagyrészt elmenekültek. A településnek 2011-ben 75 lakosa volt.

## Lakosság
| Lakosság változása | Lakosság változása | Lakosság változása | Lakosság változása | Lakosság változása | Lakosság változása | Lakosság változása | Lakosság változása | Lakosság változása | Lakosság változása | Lakosság változása | Lakosság változása | Lakosság változása | Lakosság változása | Lakosság változása | Lakosság változása |
| ------------------ | ------------------ | ------------------ | ------------------ | ------------------ | ------------------ | ------------------ | ------------------ | ------------------ | ------------------ | ------------------ | ------------------ | ------------------ | ------------------ | ------------------ | ------------------ |
| 1857               | 1869               | 1880               | 1890               | 1900               | 1910               | 1921               | 1931               | 1948               | 1953               | 1961               | 1971               | 1981               | 1991               | 2001               | 2011               |
| 340                | 391                | 362                | 459                | 434                | 437                | 434                | 527                | 566                | 608                | 593                | 505                | 447                | 387                | 105                | 75                 |

## Nevezetességei
Szent Joachim és Szent Anna tiszteletére szentelt szerb pravoszláv temploma 1898-ban épült. Egyszerű, egyhajós épület félköríves apszissal, homlokzata felett pengefalú, kétnyílásos harangtoronnyal, benne két haranggal. Az építés idejéről a bejárat felett elhelyezett feliratos tábla emlékezik meg. A templomot temető övezi.